# Карріаку і Мала Мартиніка
Карріаку і Мала Мартиніка (фр. Carriacou et La Petite Martinique) — це залежна територія Гренади, що лежить на північ від острова Гренада і на південь від Сент-Вінсенту і Гренадин. Столиця території — Гіллсборо.
Острів Карріаку є найбільшим островом архіпелагу Гренадини в ланцюзі Навітряних островів. Острів займає 34 км², населення становить 6,081 осіб. Основні населені пункти на острові: Гіллсборо, Л'Естерр, Харві Вале, і Віндвард.
Сусідній острів Мала Мартиніка знаходиться за 4 км від Карріаку і теж є частиною Гренади. Острів має розмір в 2,37 км² і населення 900 осіб, що менше, ніж Карріаку. Мешканці цього острова живуть за рахунок виробництва човнів, риболовлі та мореплавання. Карріаку і Мала Мартиніка відомі своєю регатою і селом Village Maroon.

## Марки
Гренада з 1973 року емітувала знаки поштової оплати для всіх островів належної їй частини Гренадин, що позначалося на відповідних поштових марках як Grenada Grenadines. З 1999 року (починаючи з (Sc #2117)) Гренада випускає для своєї залежною території особливі марки, на них є напис Grenada/Carriacou & Petite Martinique. Сюжети описуваних поштових марок як правило носять розважальний характер. Вони дійсні для оплати поштових послуг на всій території держави і для закордонної кореспонденції.

## Панорама

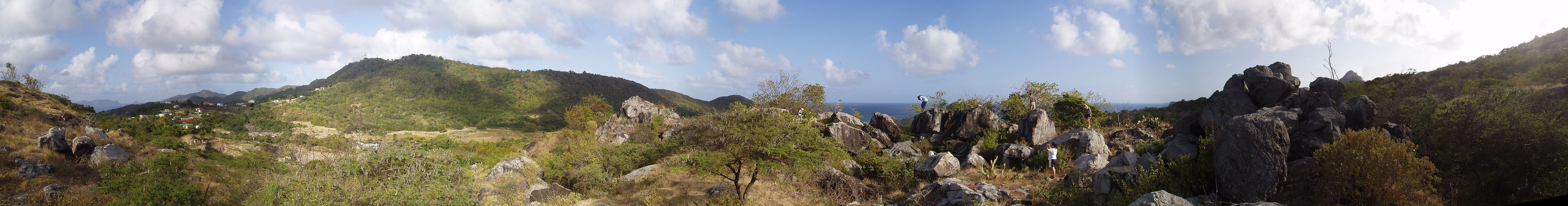
Панорамний вид на Карріаку